# 池田茶臼山古墳

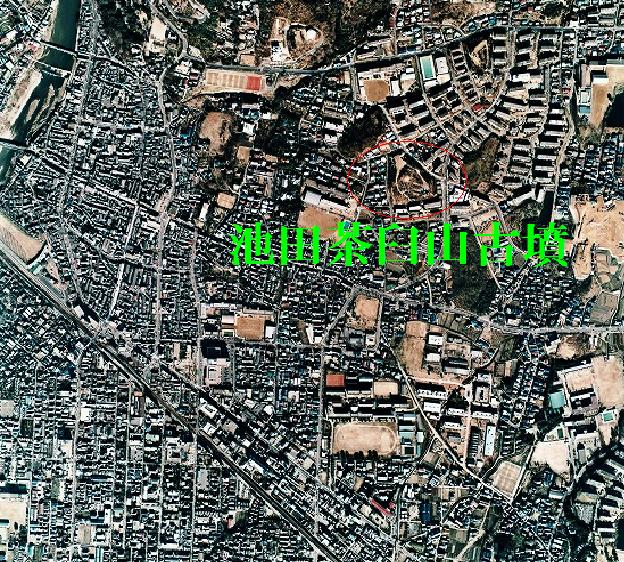
池田茶臼山古墳の航空写真。

池田茶臼山古墳（いけだちゃうすやまこふん）は、大阪府池田市五月丘（さつきがおか）にある古墳。形状は前方後円墳。大阪府指定史跡に指定され、出土品は池田市指定有形文化財に指定されている。

## 概要
大阪府北部、五月山丘陵の鞍部に築造された古墳である。これまでに盗掘に遭っているほか、1957年（昭和32年）の五月丘区画整理事業で取り壊しが予定されたが、保存運動が起こったため、1958年（昭和33年）に発掘調査が実施されたうえで保存されている。
墳形は前方部が発達しない「柄鏡式」の前方後円形で、前方部を南東方向に向ける。墳丘外表では葺石・埴輪列が検出されている。埋葬施設は、後円部中央における竪穴式石室である。この石室は盗掘に遭っているが、発掘調査において副葬品数点が検出されている。また周辺埋葬として、後円部・前方部境における埴輪円筒棺1基、後円部北側における埴輪円筒棺1基が認められている。
この池田茶臼山古墳は、古墳時代前期の4世紀中葉頃の築造と推定される。猪名川左岸において築造された首長墓としては、最古級に位置づけられるとして重要視される古墳になる。池田茶臼山古墳の後続古墳としては北西約500メートルの娯三堂古墳（池田市綾羽、直径27メートルの円墳）が知られるが、規模を大きく縮小しており娯三堂古墳の後続古墳も知られないことから、猪名川流域の諸勢力の盛衰のなかで当地域の勢力が衰退した様子が示唆される。
古墳域は1972年（昭和47年）に大阪府指定史跡に指定され、出土品は1978年（昭和53年）に池田市指定有形文化財に指定されている。現在は史跡整備のうえで史跡公園「茶臼山公園」として公開されている。

## 遺跡歴
- 1958年（昭和33年）、発掘調査[1]。
- 1972年（昭和47年）3月31日、大阪府指定史跡に指定[7]。
- 1978年（昭和53年）10月31日、出土品が池田市指定有形文化財に指定[7]。
- 2015-2016年度（平成27-28年度）、発掘調査（池田市教育委員会）[5]。
- 2017年度（平成29年度）、保護工事[8][5]。

## 墳丘
墳丘の規模は次の通り。
- 墳丘長：約59.5メートル
- 後円部 直径：34メートル
- 前方部 幅：18メートル

墳丘はメスリ山古墳（奈良県桜井市）と約4分の1の相似形をなす。白水瓢塚古墳（兵庫県神戸市）もまたメスリ山古墳の約4分の1の相似形であり、池田茶臼山古墳とほぼ同形になる。

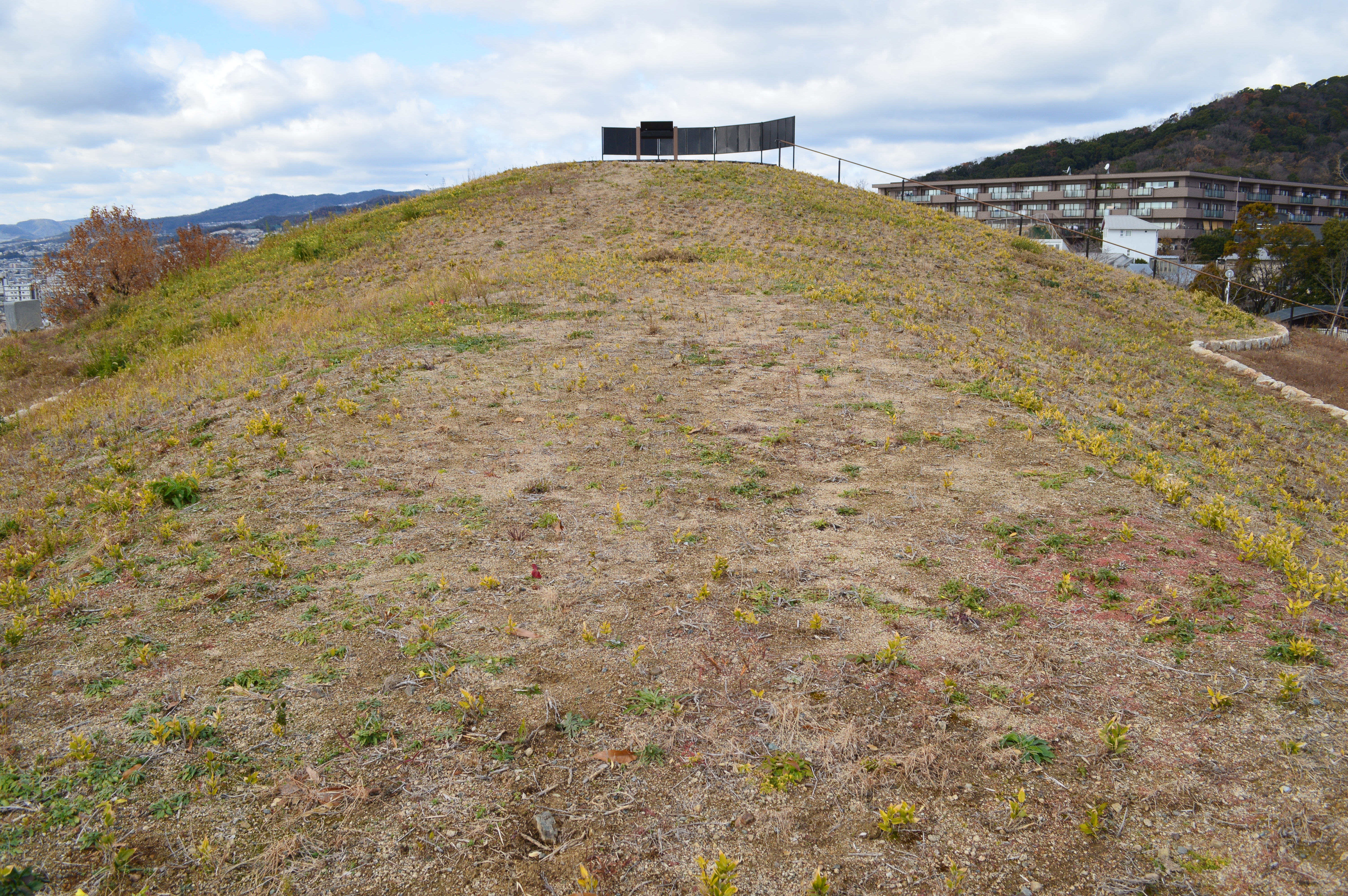
前方部から後円部を望む
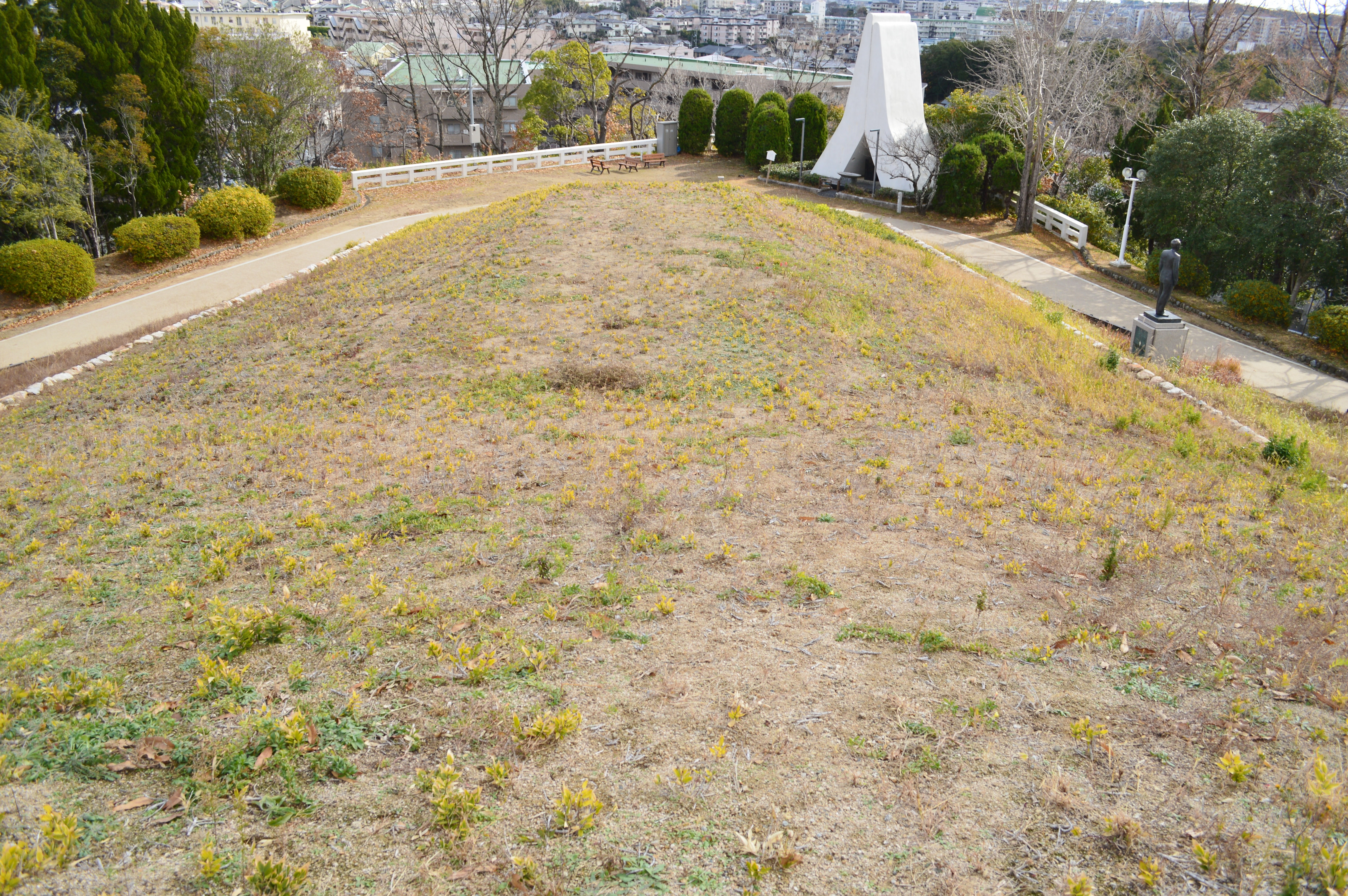
後円部から前方部を望む
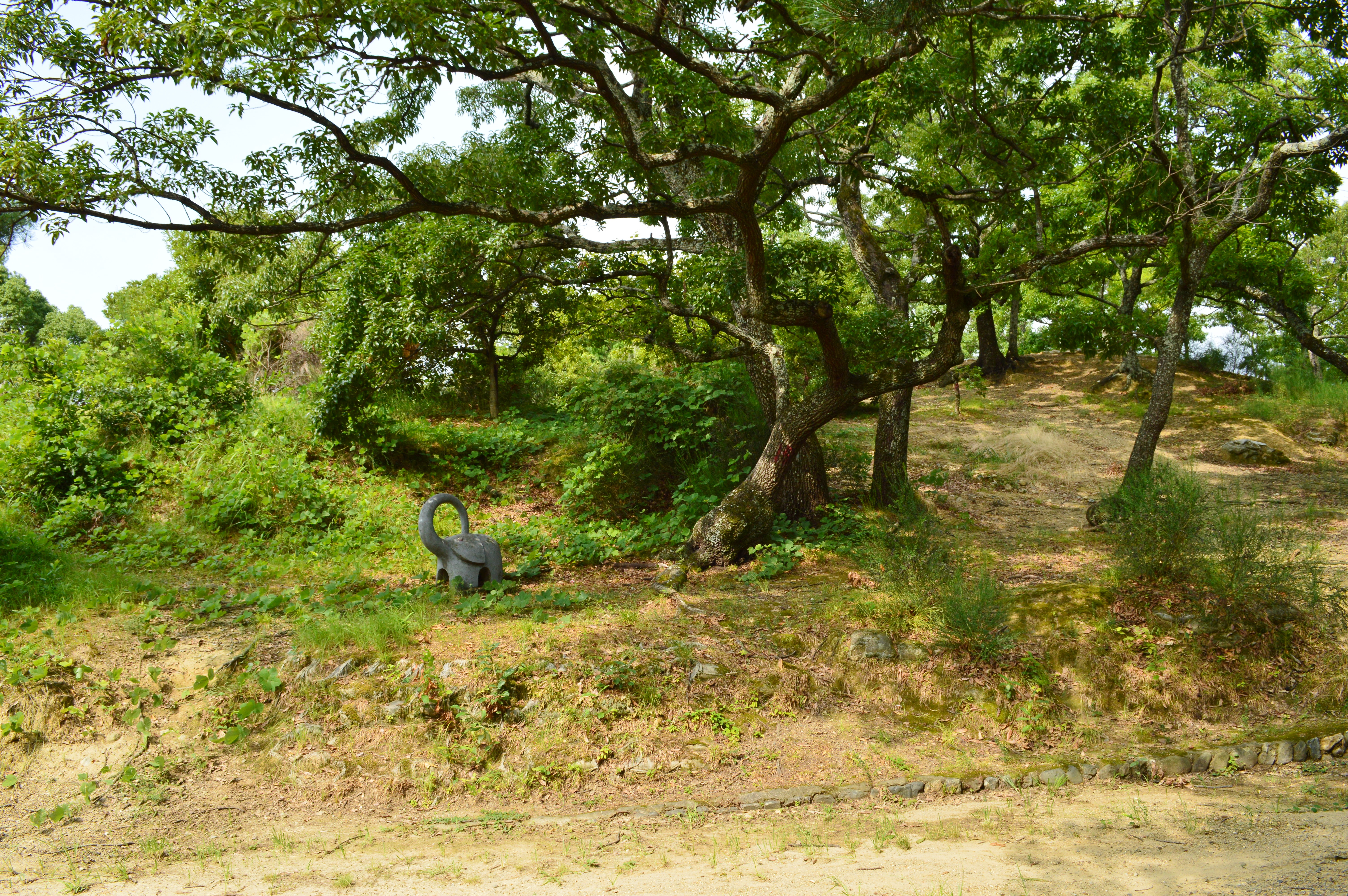
墳丘（整備以前） 左に前方部、右奥に後円部。
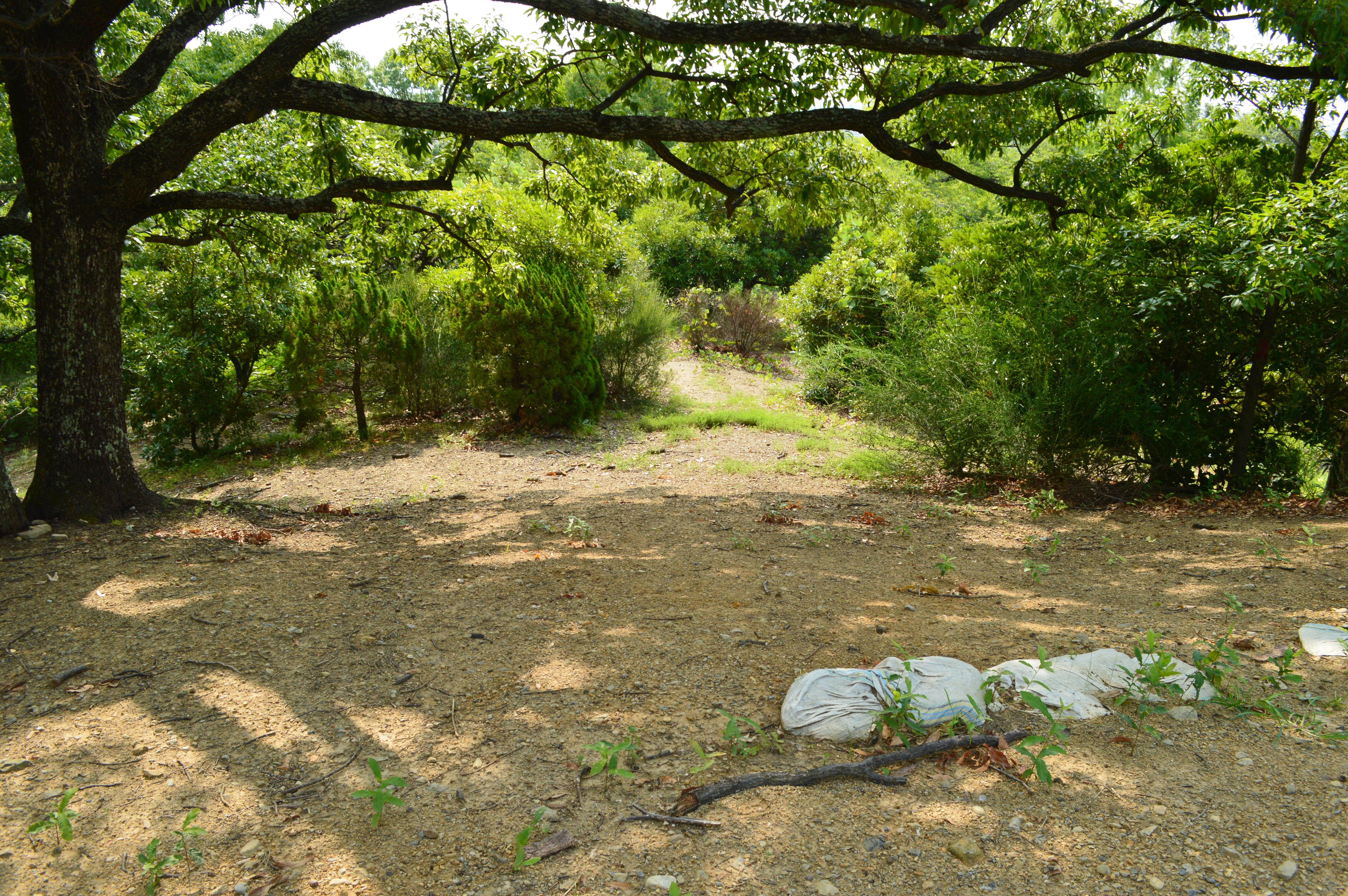
後円部から前方部を望む（整備以前）

## 埋葬施設

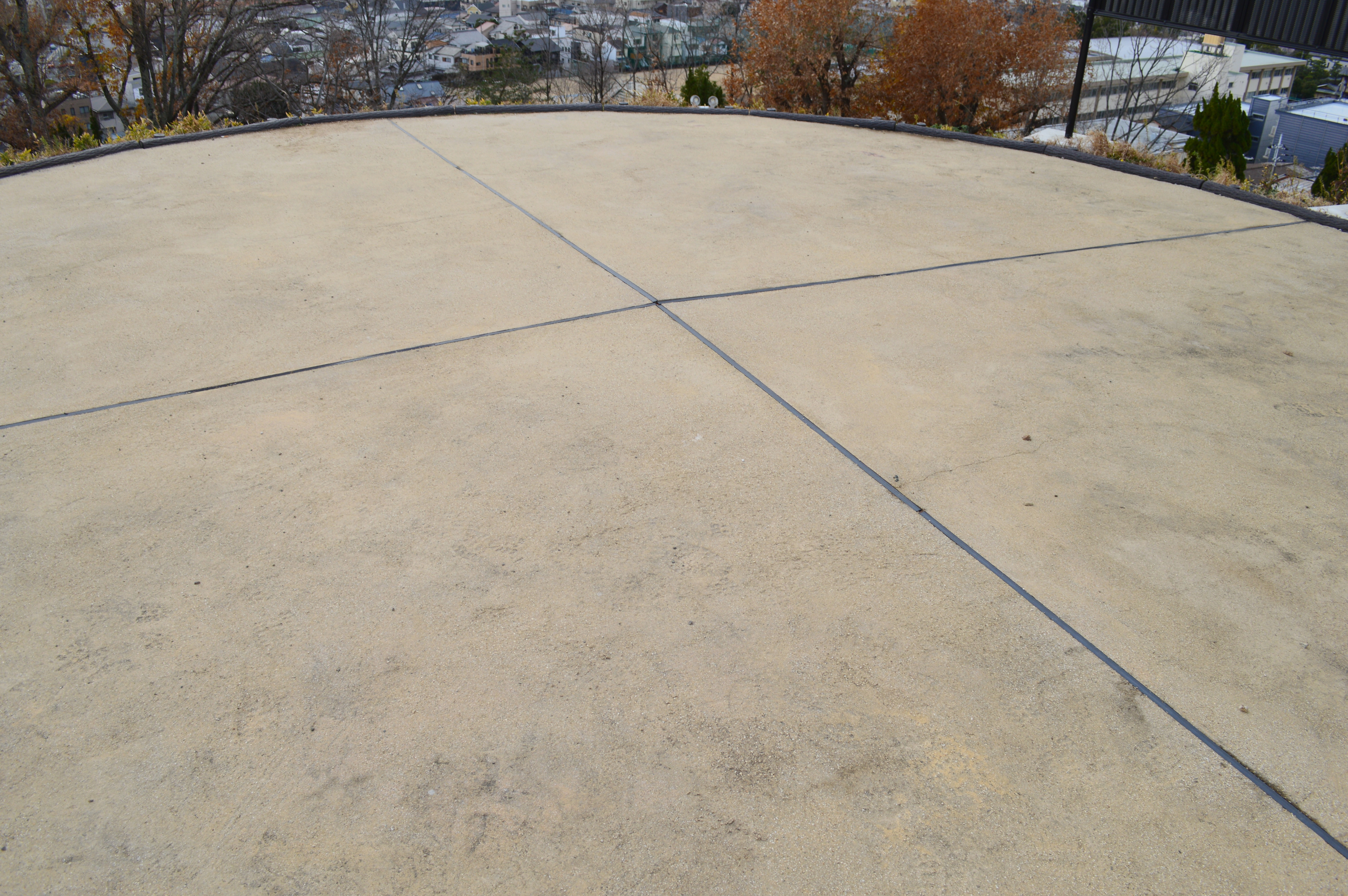
後円部墳頂

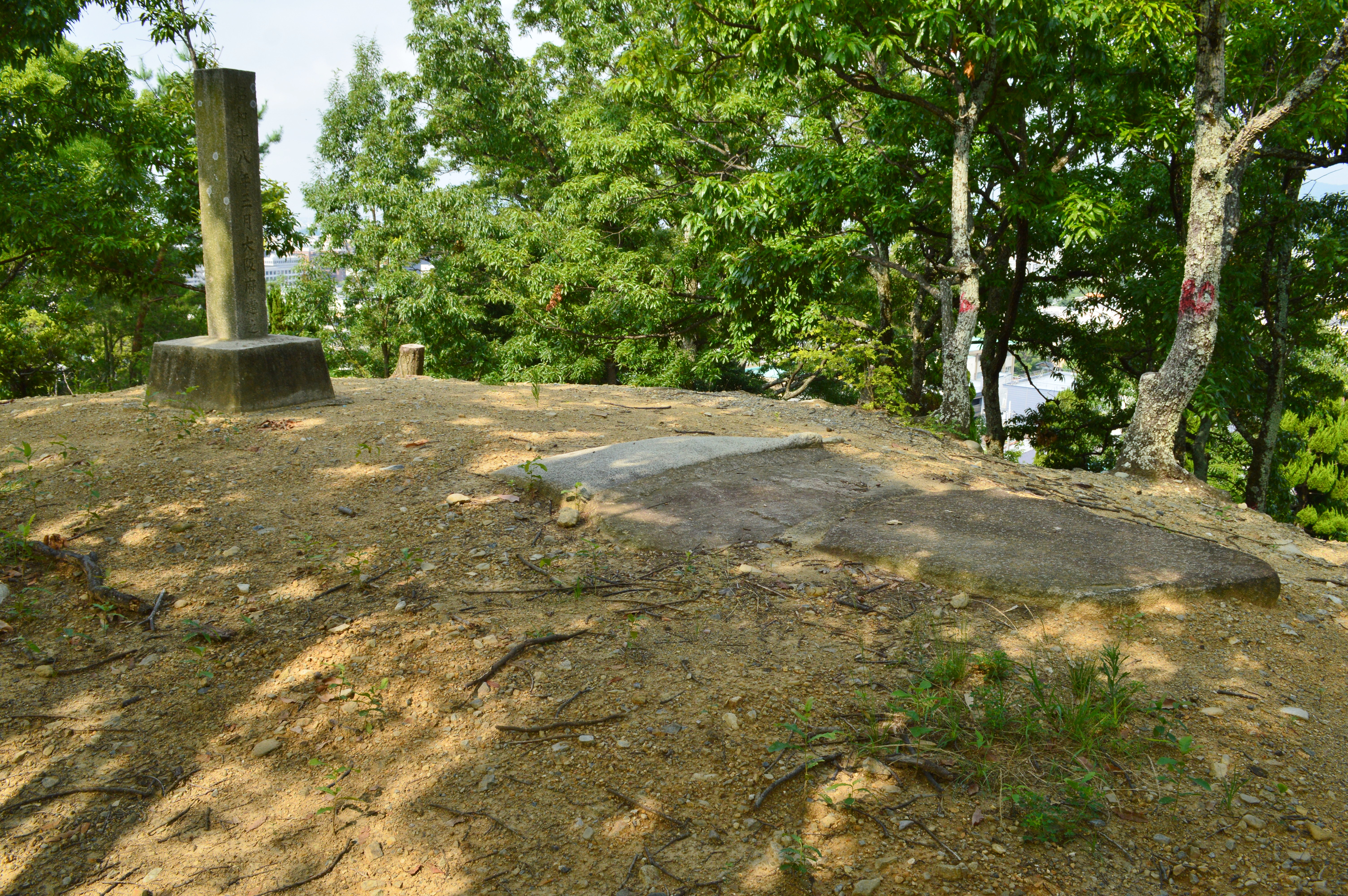
後円部墳頂（整備以前）

埋葬施設としては、竪穴式石室1基・埴輪円筒棺2基の計3基が認められている。
竪穴式石室
後円部中央に位置する。石室主軸は墳丘主軸と直交し、長さは6.35メートルを測る。底部は粘土棺床とし、石室内面には赤色顔料が塗られていた。盗掘に遭っているため全容は明らかでないが、発掘調査では脚付椀形土師器などの副葬品が出土している（後述）。
埴輪円筒棺
後円部・前方部境に位置する。発掘調査では刀子1本が出土している。
埴輪円筒棺
後円部北側の墳丘基底部に位置する。
- 後円部墳頂（整備以前）

## 出土品

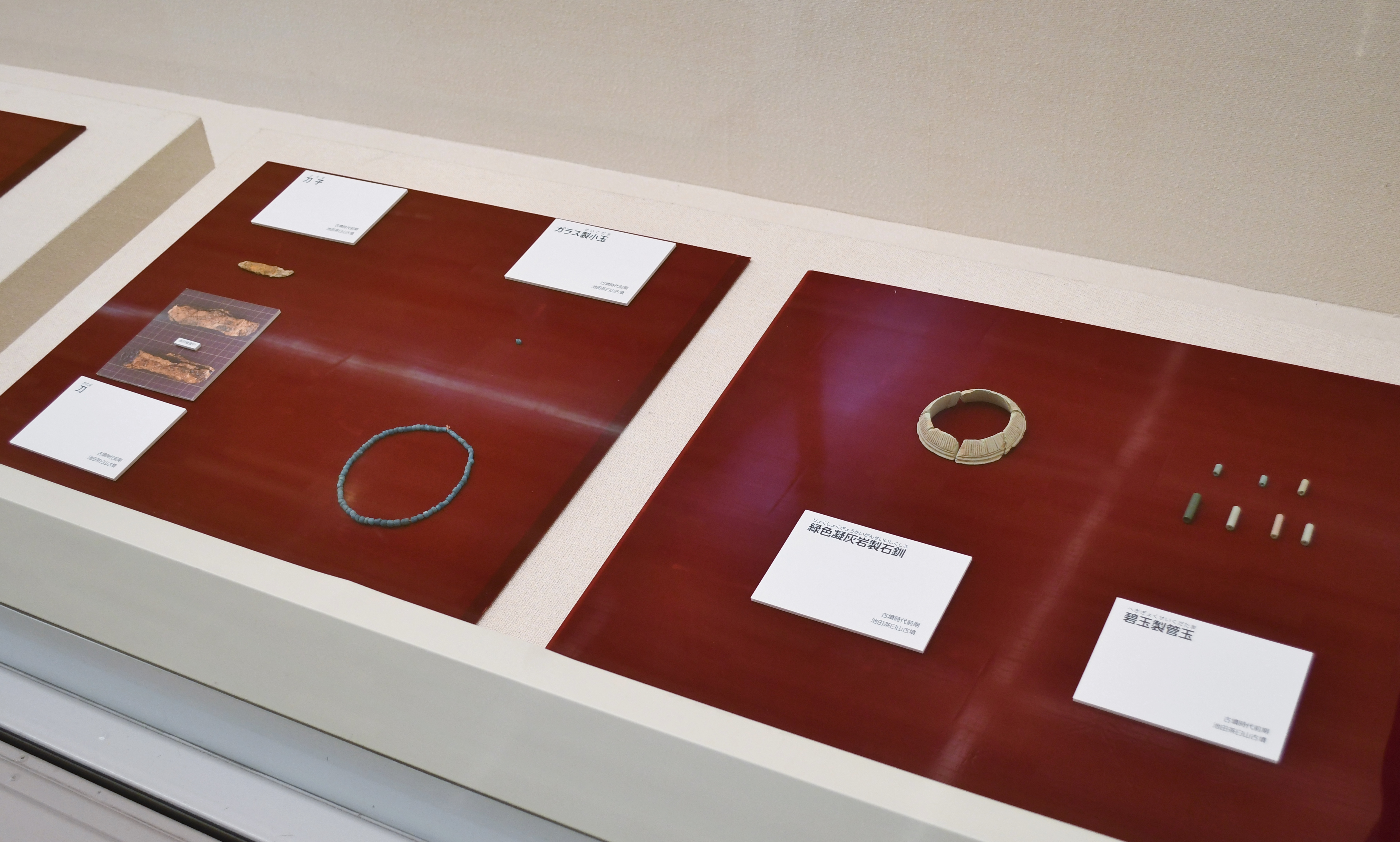
副葬品池田市立歴史民俗資料館展示（他画像も同様）。

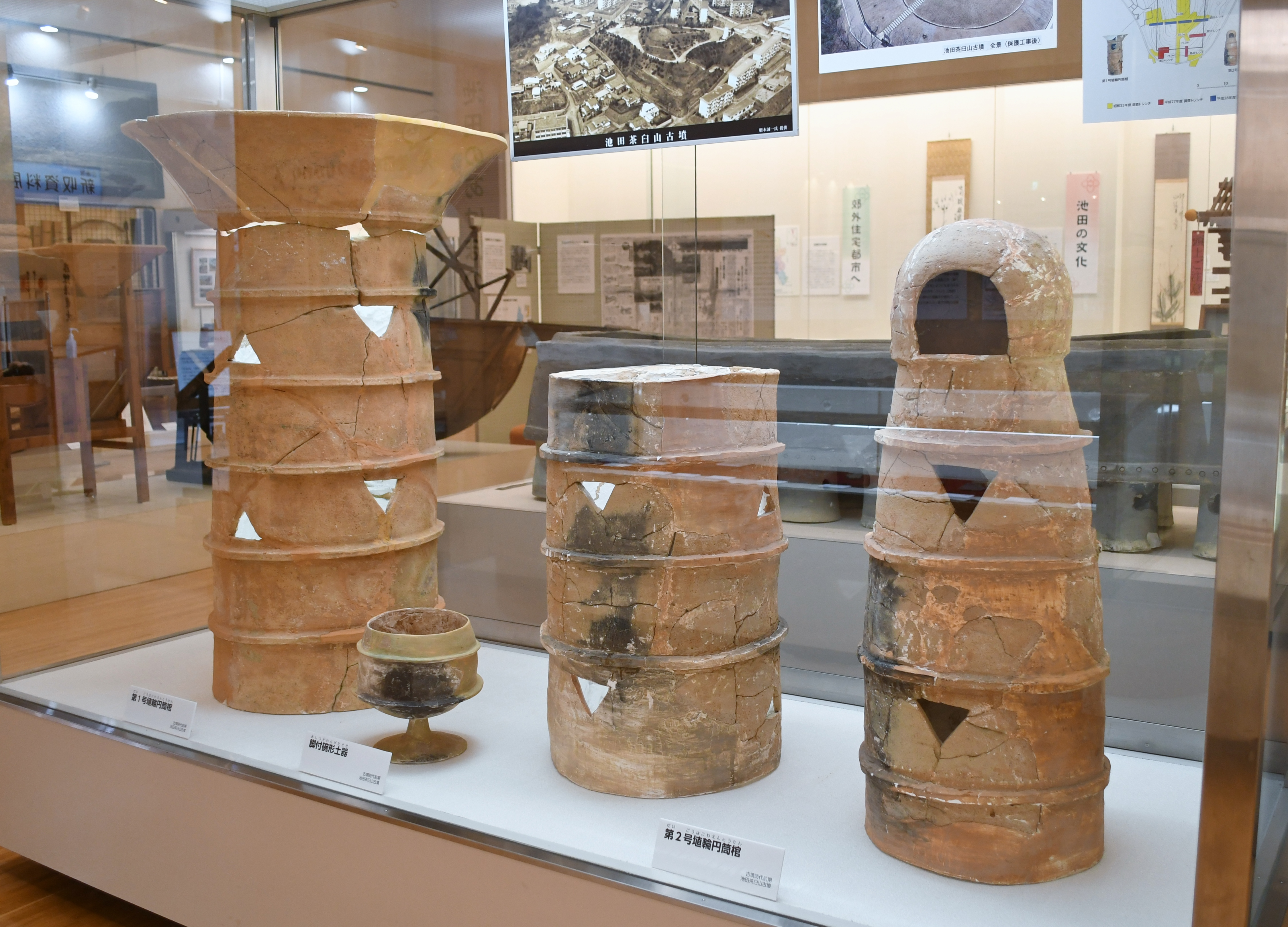
円筒埴輪棺

竪穴式石室の発掘調査で検出された副葬品は次の通り

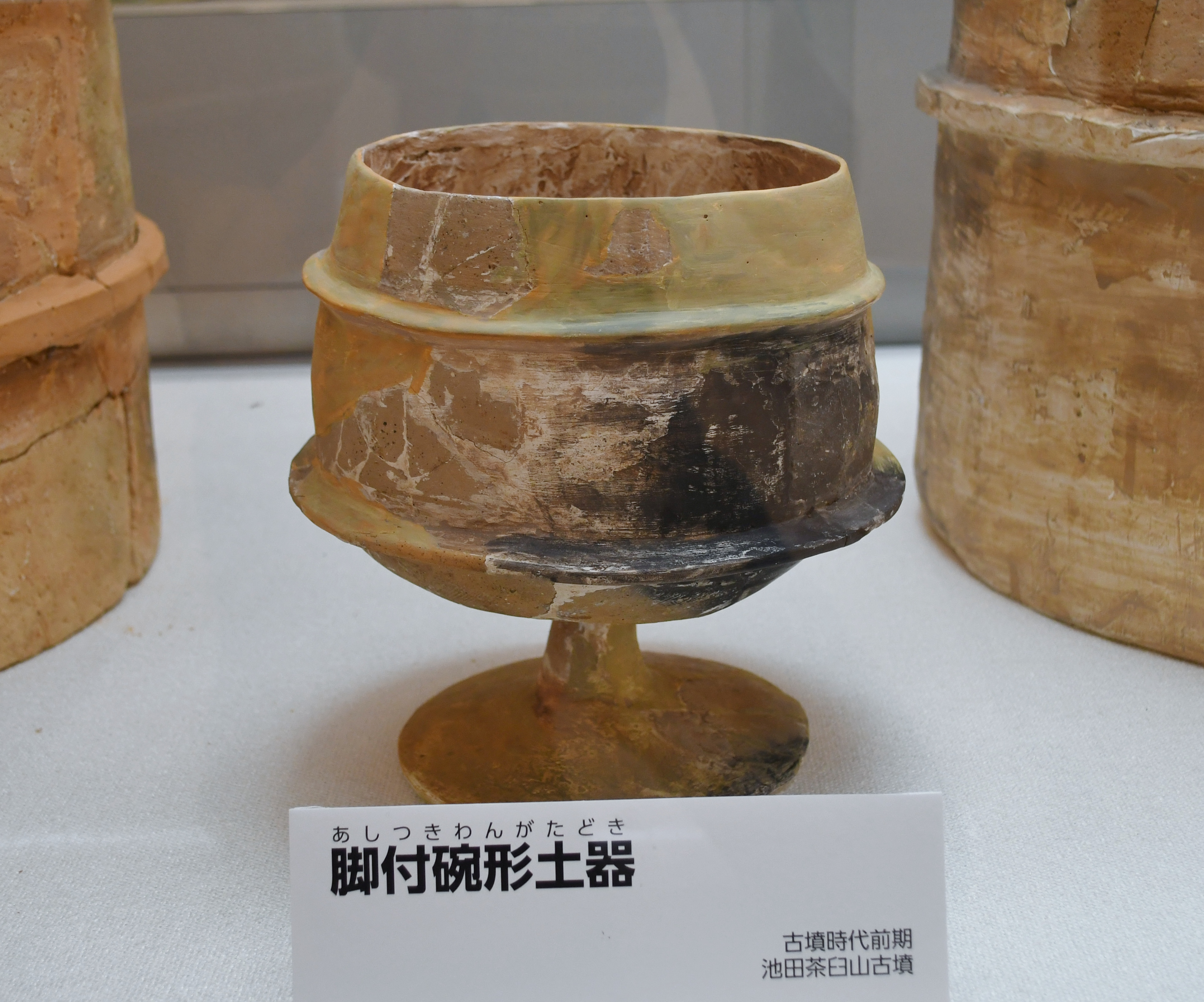
脚付椀形土師器 1点
- 碧玉製石釧 1点
- 碧玉製管玉 6点
- ガラス玉
- 鉄製品

- 脚付椀形土器

## 文化財

### 大阪府指定文化財
- 史跡
  - 池田茶臼山古墳 - 1972年（昭和47年）3月31日指定[6][7]。

### 池田市指定文化財
- 有形文化財
  - 池田茶臼山古墳出土品（考古資料） - 池田市立歴史民俗資料館保管。1978年（昭和53年）10月31日指定[6][7]。

## 現地情報
所在地
- 大阪府池田市五月丘1丁目

交通アクセス
- バス：池田駅（阪急電鉄宝塚本線）から、阪急バスで「五月丘小学校前」バス停下車後徒歩約5分

石橋阪大前駅（阪急電鉄宝塚本線・阪急電鉄箕面線）から阪急バスで「五月丘一丁目」バス停下車後すぐ
関連施設
- 池田市立歴史民俗資料館（池田市五月丘）（南西に徒歩約5分） - 池田茶臼山古墳の出土品等を保管・展示。

## 関連文献
（記事執筆に使用していない関連文献）
- 『新修池田市史 第1巻』池田市、1997年。